# Голос. Дети (Россия, сезон 1)
Телевизионное шоу «Голос. Дети» на российском «Первом канале» было одной из самых ожидаемых телепремьер нового 2014 года. Первый сезон выходил с 28 февраля по 25 апреля 2014 года, еженедельно по пятницам
Победителем первого сезона стала Алиса Кожикина.

## Кастинг
На конкурс принимали заявки от всех желающих, для этого достаточно было заполнить анкету на сайте Первого канала, приложив к ней записи со своим вокалом. При этом не требовалось аудио или видео студийного качества, записать песню можно было даже на мобильный телефон или вебкамеру. Всего поступило около 8000 заявок, из которых на предварительный кастинг (очные прослушивания в Москве) прошло около 500 человек. Среди них были и исполнители, выступавшие на «Детской Новой волне» и «Детском Евровидении».
Предварительный кастинг проходил в Москве в сентябре в телецентре «Останкино» в течение четырёх дней, с 20 по 23 сентября 2013 года. Участники были распределены по дням, на каждый день — несколько десятков. Родителей с детьми привозили в телецентр, где разделяли. Потом дети ждали очереди с номерками на груди. Также до выступления с детьми беседовали, показывали им мультфильмы и проводили с ними распевку. Перед жюри надо было исполнить а капелла две песни, одну на русском и одну на английском языке. Прошли ли они, участники узнали позже, когда результаты были опубликованы на сайте «Первого канала» в первых числах октября. Всего в списке оказалось 130 конкурсантов (131 человек).
Эти 130 принимали участие в слепых прослушиваниях, на которых наставники отбирают себе в команды. До этого каждый участник должен был выбрать 10 песен, из предложенных ему нескольких десятков, и за три дня разучить их. Далее для конкурса выбиралась одна песня. Съёмки этапа проходили с 9 по 29 октября 2013 года в Москве в съёмочном павильоне на ул. Лизы Чайкиной. Участники выступали под аккомпанемент джазового ансамбля «Фонограф» под управлением Сергея Жилина . Показаны в телепередаче были не все 120—130 выступлений, для эфира отобрали примерно половину детей.

## Ведущие
Ведущим программы в первом сезоне был Дмитрий Нагиев. Его соведущей, работающей за кулисами, выступила Наталья Водянова.

## Наставники

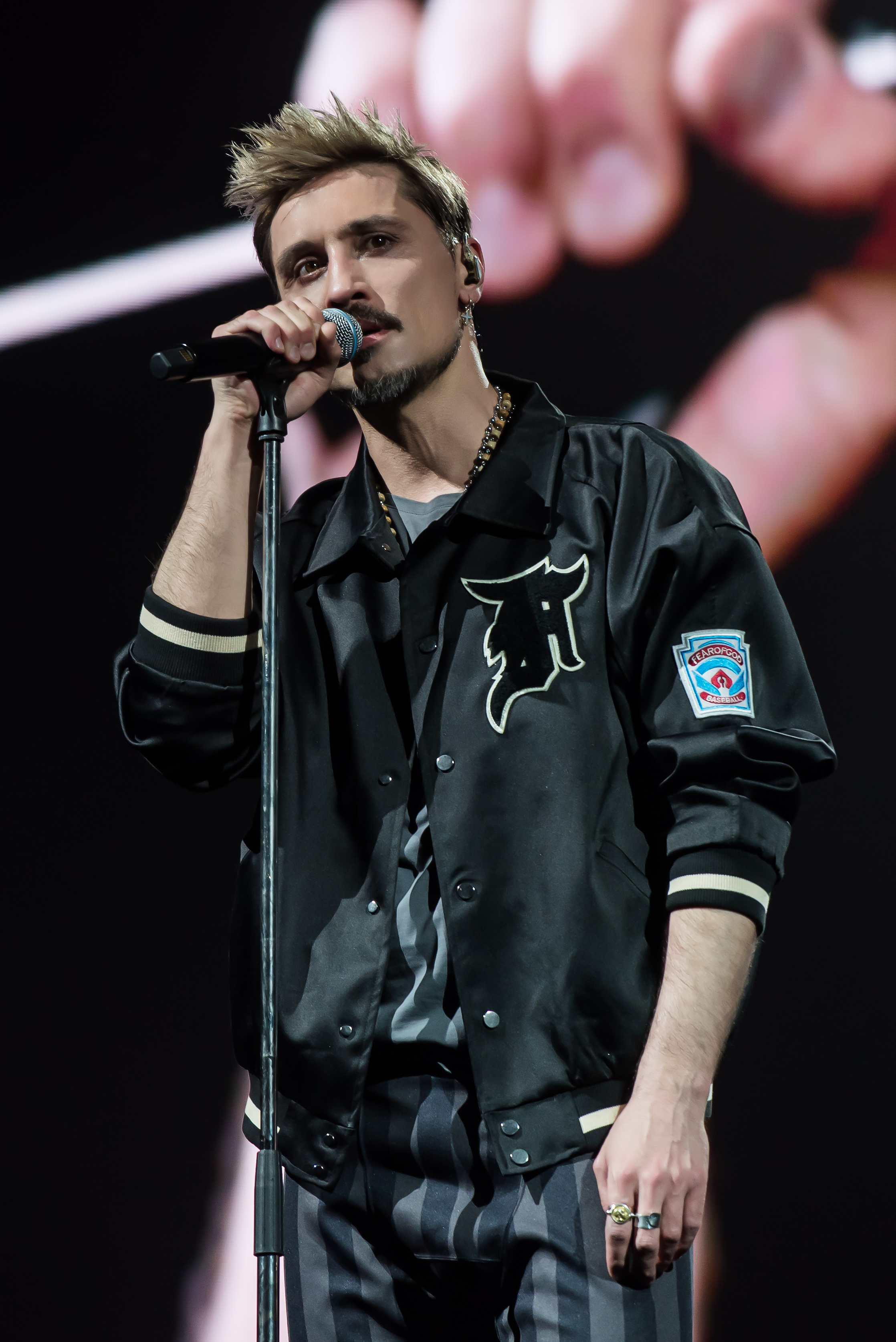
Дима Билан
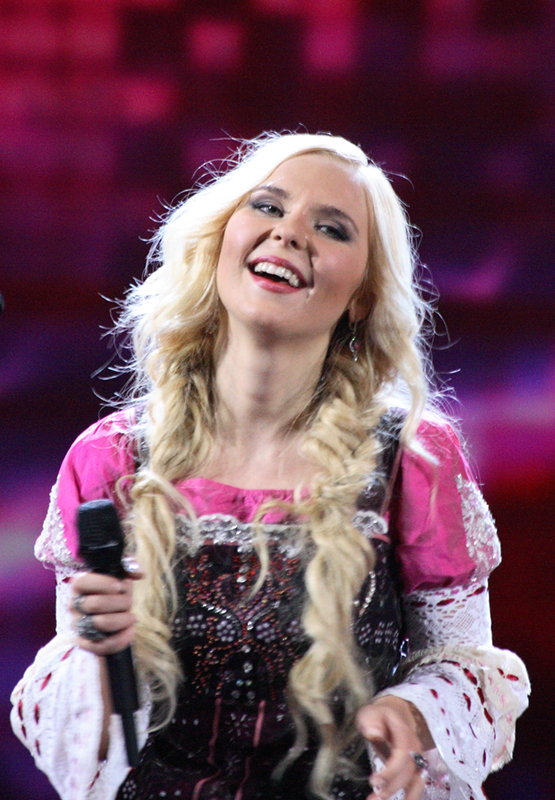
Пелагея
Максим Фадеев

- Дима Билан — российский певец, автор песен, представитель России на песенном конкурсе «Евровидение-2006», где занял 2-е место, победитель песенного конкурса «Евровидение-2008».
- Пелагея — российская певица, основательница и солистка группы «Пелагея».
- Максим Фадеев — российский музыкальный продюсер, композитор.

## Команды
| - Первое место - Второе место - Третье место | - Выбыл в финале - Выбыл в «Песне на вылет» - Выбыл в поединках |

| Наставник           | Участники          | Участники            | Участники           | Участники        | Участники |
| ------------------- | ------------------ | -------------------- | ------------------- | ---------------- | --------- |
| Дима Билан          |                    |                      |                     |                  |           |
| Лев Аксельрод       | Кристиан Ко́стов    | Виктория Волкова     | Айгуль Валиулина    | Сюзанна Мхитарян |           |
| Ален Ершов          | Илья Бортков       | Ника Терентьева      | Полина Богусевич    | Марийка Юшина    |           |
| Даниил Кузнецов     | Евгений Шкунов     | Татьяна Геворгян     | Кристина Кукасьян   | Мишель Петрович  |           |
| Пелагея             |                    |                      |                     |                  |           |
| Рагда Ханиева       | Анастасия Титова   | Елизавета Пурис      | Арина Петрова       | Давид Саникидзе  |           |
| Ираклий Инцкирвели  | Владлена Котова    | Анна Заец            | Дарья Лебедева      | Родион Трусов    |           |
| Арина Данилова      | Виктория Оганнисян | Сёстры Вольские      | Ольга Сараканиди    | Роман Мишуков    |           |
| Максим Фадеев       |                    |                      |                     |                  |           |
| Алиса Кожикина      | Ивайло Филиппов    | Грант Меликян        | Анна Егорова        | Диана Хитарова   |           |
| Виктория Соломахина | Ирина Морозова     | Екатерина Косолапова | Дарина Иванова      | Софья Фисенко    |           |
| Мария Свердюкова    | Софья Голубева     | Маргарита Волкова    | Шухрат Турдыходжаев | Ксения Чудакова  |           |

## Слепые прослушивания

### Выпуск № 1: Слепые прослушивания. 1-я неделя[19]
Выпуск вышел в эфир в пятницу 28 февраля 2014 года.
| №  | Исполнитель                                             | Песня                                                            | Выбор участников и наставников | Выбор участников и наставников | Выбор участников и наставников |
| №  | Исполнитель                                             | Песня                                                            | Билан                          | Пелагея                        | Фадеев                         |
| -- | ------------------------------------------------------- | ---------------------------------------------------------------- | ------------------------------ | ------------------------------ | ------------------------------ |
| 1  | Ника Терентьева (8 лет, Владивосток)                    | «Птица» (Александр Шульгин)                                      |                                | —                              |                                |
| 2  | Лев Аксельрод (13 лет, Москва)                          | «Tell Me Why» (Мейсон)                                           |                                |                                | —                              |
| 3  | Александра Клюс (13 лет, Бельцы, Республика Молдова )   | «Если в сердце живёт любовь» (Анастасия Максимова)               | —                              | —                              | —                              |
| 4  | Полина Богусевич (10 лет, Москва)                       | «Think» (Арета Франклин / Тед Уайт)                              |                                |                                |                                |
| 5  | Александр Лазин (14 лет, Красноярск)                    | «Whataya Want from Me» (Макс Мартин / Пинк / Шелбэк)             | —                              | —                              | —                              |
| 6  | Маргарита Волкова (13 лет, Нижний Новгород)             | «А знаешь, всё ещё будет!…» (Марк Минков / Вероника Тушнова)     | —                              | —                              |                                |
| 7  | Ольга Сараканиди (8 лет, Сочи, Краснодарский край)      | «A-Tisket, A-Tasket» (Элла Фицджеральд / Ван Александр)          |                                |                                |                                |
| 8  | Анна Егорова (13 лет, Москва)                           | «Улыбайся» (Леонид Терещенко / Екатерина Иванчикова)             | —                              |                                |                                |
| 9  | Зульфат Габдулин (13 лет, Казань, Республика Татарстан) | «Because of You» (Дэвид Ходжес / Келли Кларксон / Бен Муди)      | —                              | —                              | —                              |
| 10 | Мишель Петрович (12 лет, Москва)                        | «Skyfall» (Пол Эпуорт / Адель)                                   |                                | —                              | —                              |
| 11 | Давид Саникидзе (13 лет, Междуреченск)                  | «Лучший город Земли» (Арно Бабаджанян / Леонид Дербенёв)         | —                              |                                | —                              |
| 12 | Анастасия Дятлова (10 лет, Москва)                      | «В горнице» (Александр Морозов / Николай Рубцов)                 | —                              | —                              | —                              |
| 13 | Грант Меликян (13 лет, Иваново)                         | «Torna a Surriento» (Эрнесто де Куртис / Джамбаттиста де Куртис) |                                |                                |                                |

### Выпуск № 2: Слепые прослушивания. 2-я неделя[20]
Выпуск вышел в эфир в субботу 8 марта 2014 года.
| №  | Исполнитель                                                   | Песня                                                          | Выбор участников и наставников | Выбор участников и наставников | Выбор участников и наставников |
| №  | Исполнитель                                                   | Песня                                                          | Билан                          | Пелагея                        | Фадеев                         |
| -- | ------------------------------------------------------------- | -------------------------------------------------------------- | ------------------------------ | ------------------------------ | ------------------------------ |
| 1  | Илья Бортков (10 лет, Москва)                                 | «Kiss» (Принс)                                                 |                                | —                              | —                              |
| 2  | Айгуль Валиулина (13 лет, Казань)                             | «Нарисовать мечту» (Олег Газманов)                             |                                | —                              |                                |
| 3  | Арина Данилова (9 лет, Якутск)                                | «Quizás, Quizás, Quizás» (Освальдо Фаррес)                     |                                |                                |                                |
| 4  | Марк Потапов (9 лет, Москва)                                  | «Лучший город Земли» (Арно Бабаджанян / Леонид Дербенёв)       | —                              | —                              | —                              |
| 5  | Иветта Владимирова (12 лет, Москва)                           | «The Girl from Ipanema» (Антониу Карлус Жобим / Норман Гимбел) | —                              | —                              | ―                              |
| 6  | Роман Мишуков (12 лет, Дмитров)                               | «Santa Lucia» (Энрико Коссович / Теодоро Коттрау)              |                                |                                |                                |
| 7  | Мария Юшина (14 лет, Рыбное)                                  | «Smile» (Чарли Чаплин / Джеффри Парсонс / Джон Тёрнер)         |                                | —                              | —                              |
| 8  | Шухрат Турдыходжаев (11 лет, Ташкент, Республика Узбекистан ) | «Простая песня» (Леонид Терещенко / Екатерина Иванчикова)      |                                | —                              |                                |
| 9  | Ульяна Кузнецова (10 лет, Оренбург)                           | «Хороший парень» (Евгений Маргулис / Алексей Романов)          | —                              | —                              | —                              |
| 10 | Дарина Иванова (14 лет, Киев, Украина )                       | «Believe Me» (Бренда Лоринг / Максим Фадеев)                   | —                              | —                              |                                |
| 11 | Виктория Соломахина (10 лет, Воронеж)                         | Once Upon a December (Линн Аренс / Стивен Флаэрти)             | —                              | —                              |                                |
| 12 | Виктор Борисов (11 лет, Волжский)                             | «Пароход» (Леонид Агутин)                                      | —                              | —                              | —                              |
| 13 | Ирина Морозова (14 лет, Ростов-на-Дону)                       | «Non, je ne regrette rien» (Шарль Дюмон / Мишель Вокер)        |                                |                                |                                |

### Выпуск № 3: Слепые прослушивания. 3-я неделя[21]
Выпуск вышел в эфир в пятницу 14 марта 2014 года.
| №  | Исполнитель                                               | Песня                                                                                 | Выбор участников и наставников | Выбор участников и наставников | Выбор участников и наставников |
| №  | Исполнитель                                               | Песня                                                                                 | Билан                          | Пелагея                        | Фадеев                         |
| -- | --------------------------------------------------------- | ------------------------------------------------------------------------------------- | ------------------------------ | ------------------------------ | ------------------------------ |
| 1  | Диана Хитарова (10 лет, Москва)                           | «Reflection» (Мэтью Уайлдер / Дэвид Зиппел)                                           |                                |                                |                                |
| 2  | Катрина Паула Диринга (8 лет, Рига, Латвия )              | «Снег» (Ирина Билык)                                                                  | —                              | —                              | —                              |
| 3  | Кристиан Костов (14 лет, Москва)                          | «If I Ain’t Got You» (Алиша Киз)                                                      |                                |                                |                                |
| 4  | Арина Петрова (9 лет, Ижевск)                             | «Птица» (Александр Шульгин)                                                           | —                              |                                | —                              |
| 5  | Артём Сигалов (12 лет, Москва)                            | «Скажите, девушки» (Родольфо Фальво / Энцо Фуско / Михаил Улицкий)                    | —                              | —                              | —                              |
| 6  | Сюзанна Мхитарян (14 лет, Москва)                         | «Domino» (Джессика Корниш / Лукаш Готвальд / Клод Келли / Макс Мартин / Генри Уолтер) |                                | —                              | —                              |
| 7  | Ален Ершов (12 лет, Москва)                               | «Красный конь» (Марк Фрадкин / Михаил Пляцковский)                                    |                                | —                              | —                              |
| 8  | Владлена Котова (12 лет, Раменское, Московская область)   | «Torna a Surriento» (Эрнесто де Куртис / Джамбаттсита де Куртис)                      | —                              |                                | —                              |
| 9  | Софья Голубева (12 лет, Москва)                           | «Я вернусь» (Вадим Усланов / Карен Кавалерян)                                         | —                              | —                              |                                |
| 10 | Виктория Оганнисян (13 лет, Москва)                       | «Ария Дивы Плавалагуны» (Гаэтано Доницетти / Эрик Серра)                              | —                              |                                | —                              |
| 11 | Елисей Никандров (12 лет, Ульяновск)                      | «Mamma» (Чезаре Биксио / Бруно Керубини)                                              | —                              | —                              | —                              |
| 12 | Рушана Валиева (14 лет, Толбазы, Республика Башкортостан) | «А знаешь, всё ещё будет!…» (Марк Минков / Вероника Тушнова)                          | —                              | —                              | —                              |
| 13 | Анастасия Титова (13 лет, Санкт-Петербург)                | «Moon River» (Генри Манчини / Джонни Мерсер)                                          |                                |                                |                                |

### Выпуск № 4: Слепые прослушивания. 4-я неделя[22]
Выпуск вышел в эфир в пятницу 21 марта 2014 года.
| №  | Исполнитель                                             | Песня                                                                        | Выбор участников и наставников | Выбор участников и наставников | Выбор участников и наставников |
| №  | Исполнитель                                             | Песня                                                                        | Билан                          | Пелагея                        | Фадеев                         |
| -- | ------------------------------------------------------- | ---------------------------------------------------------------------------- | ------------------------------ | ------------------------------ | ------------------------------ |
| 1  | Мария Свердюкова (8 лет, Владимир)                      | «Jamaica» (Тонино Антонио Валли)                                             | —                              | —                              |                                |
| 2  | Ян Горшенин (14 лет, Самара)                            | «Симона» (Владимир Кузьмин)                                                  | —                              | —                              | —                              |
| 3  | Елизавета Пурис (9 лет, Москва)                         | «Mamma Knows Best» (Джессика Корниш / Аштон Томас)                           |                                |                                |                                |
| 4  | Даниил Кузнецов (13 лет, Екатеринбург)                  | «Sway» (Норман Гимбел / Паоло Бельтран Руис)                                 |                                | —                              | —                              |
| 5  | Анна Заболотникова (10 лет, Синявино)                   | «В горнице» (Александр Морозов / Николай Рубцов)                             | —                              | —                              | —                              |
| 6  | Милана и Виолетта Вольские (10/14 лет, Санкт-Петербург) | «Mamma» (Чезаре Биксио / Бруно Керубини)                                     |                                |                                | —                              |
| 7  | Дарья Лебедева (10 лет, Арзамас, Нижегородская область) | «Птица» (Александр Шульгин)                                                  | —                              |                                | —                              |
| 8  | Евгений Шкунов (14 лет, Москва)                         | «Home» (Алан Чанг / Майкл Бубле)                                             |                                | —                              | —                              |
| 9  | Татьяна Геворгян (11 лет, Краснодар)                    | «Нежность» (Александра Пахмутова / Нкиолай Добронравов / Сергей Гребенников) |                                |                                | —                              |
| 10 | Анна Музафарова (11 лет, Челябинск)                     | «Reflection» (Мэтью Уайлдер / Дэвид Зиппел)                                  | —                              | —                              | —                              |
| 11 | Яна Баринова (12 лет, Лепель, Республика Беларусь )     | «Зурбаган» (Юрий Чернавский / Леонид Дербенёв)                               | —                              | —                              | —                              |
| 12 | Софья Фисенко (11 лет, Новомосковск)                    | Once Upon a December (Линн Аренс / Стивен Флаэрти)                           | —                              | —                              |                                |
| 13 | Ираклий Инцкирвели (12 лет, Королёв)                    | «It’s a Man’s Man’s Man’s World» (Джеймс Браун / Бетти Джин Ньюсом)          |                                |                                |                                |

### Выпуск № 5: Слепые прослушивания. 5-я неделя[23]
Выпуск вышел в эфир в пятницу 28 марта 2014 года.
| №  | Исполнитель                                                        | Песня                                                               | Выбор участников и наставников | Выбор участников и наставников | Выбор участников и наставников |
| №  | Исполнитель                                                        | Песня                                                               | Билан                          | Пелагея                        | Фадеев                         |
| -- | ------------------------------------------------------------------ | ------------------------------------------------------------------- | ------------------------------ | ------------------------------ | ------------------------------ |
| 1  | Рагда Ханиева (12 лет, Москва)                                     | «And I Am Telling You I’m Not Going» (Генри Кригер / Том Айен)      |                                |                                |                                |
| 2  | Ксения Чудакова (11 лет, Оренбург)                                 | «А знаешь, всё ещё будет!…» (Марк Минков / Вероника Тушнова)        | —                              | —                              |                                |
| 3  | Антон Савкин (14 лет, Липецк)                                      | «Скажите, девушки» (Родольфо Фальво / Энцо Фуско / Михаил Улицкий)  | —                              | —                              | —                              |
| 4  | Кристина Кукасьян (13 лет, Майкоп, Республика Адыгея)              | «Think» (Арета Франклин / Тед Уайт)                                 |                                | —                              |                                |
| 5  | Вилена Хикматуллина (8 лет, Казань, Республика Татарстан)          | «Нарисовать мечту» (Олег Газманов)                                  | —                              | —                              | —                              |
| 6  | Ивайло Филиппов (14 лет, Москва)                                   | «It’s a Man’s Man’s Man’s World» (Джеймс Браун / Бетти Джин Ньюсом) |                                |                                |                                |
| 7  | Мадина Мухамедшина (12 лет, Казань, Республика Татарстан)          | «Call Me Maybe» (Карли Рэй Джепсен / Тавиш Кроу / Джош Рамси)       | —                              | —                              | —                              |
| 8  | Алиса Кожикина (10 лет, Успенка)                                   | «Sunny» (Бобби Хебб)                                                | —                              |                                |                                |
| 9  | Егор Мартыненко (12 лет, Санкт-Петербург)                          | «Пароход» (Леонид Агутин)                                           | —                              | —                              | —                              |
| 10 | Виктория Волкова (13 лет, Вологда)                                 | «Smile» (Чарли Чаплин / Джеффри Парсонс / Джон Тёрнер)              |                                | —                              |                                |
| 11 | Анна Заец (12 лет, Москва)                                         | «Non, je ne regrette rien» (Шарль Дюмон / Мишель Вокер)             | Полная команда                 |                                | —                              |
| 12 | Родион Трусов (11 лет, Омск)                                       | »Santa Lucia" (Энрико Коссович / Теодоро Коттрау)                   | Полная команда                 |                                |                                |
| 13 | Екатерина Косолапова (10 лет, Северодвинск, Архангельская область) | «Mamma Knows Best» (Джессика Корниш / Аштон Томас)                  | Полная команда                 | Полная команда                 |                                |

## Поединки и Песня на вылет

### Выпуск № 6: «Поединки» и «Песня на вылет». Команда Димы Билана
Выпуск вышел в эфир 4 апреля 2014 года.

#### Поединки
| № | Победитель       | Песня                                                   | Проигравшие      | Проигравшие       |
| - | ---------------- | ------------------------------------------------------- | ---------------- | ----------------- |
| 1 | Виктория Волкова | «Ту-лу-ла» (Юлия Чичерина)                              | Ника Терентьева  | Татьяна Геворгян  |
| 2 | Сюзанна Мхитарян | «Dance With Somebody» (Джордж Меррилл / Шэннон Рубикэм) | Мария Юшина      | Мишель Петрович   |
| 3 | Кристиан Костов  | «Эта музыка» (Андрей Залужный)                          | Евгений Шкунов   | Илья Бортков      |
| 4 | Айгуль Валиулина | «Wannabe» (Spice Girls / Мэтт Роуи / Ричард Стэннард)   | Полина Богусевич | Кристина Кукасьян |
| 5 | Лев Аксельрод    | «Я буду помнить» (Александр Иванов)                     | Даниил Кузнецов  | Ален Ершов        |

#### Песня на вылет
| № | Участник         | Песня                                                                                 | Результат       |
| - | ---------------- | ------------------------------------------------------------------------------------- | --------------- |
| 1 | Виктория Волкова | «Smile» (Чарли Чаплин / Джеффри Парсонс / Джон Тёрнер)                                | Покинула проект |
| 2 | Сюзанна Мхитарян | «Domino» (Джессика Корниш / Лукаш Готвальд / Клод Келли / Макс Мартин / Генри Уолтер) | Покинула проект |
| 3 | Кристиан Костов  | «If I Ain’t Got You» (Алиша Киз)                                                      | Прошёл в финал  |
| 4 | Айгуль Валиулина | «Нарисовать мечту» (Олег Газманов)                                                    | Покинула проект |
| 5 | Лев Аксельрод    | «Tell Me Why» (Мейсон)                                                                | Прошёл в финал  |

### Выпуск № 7: «Поединки» и «Песня на вылет». Команда Пелагеи[24]
Выпуск вышел в эфир 11 апреля 2014 года.

#### Поединки
| № | Победитель       | Песня                                                 | Проигравшие        | Проигравшие                |
| - | ---------------- | ----------------------------------------------------- | ------------------ | -------------------------- |
| 1 | Давид Саникидзе  | «Тополя» (Григорий Пономаренко / Геннадий Колесников) | Роман Мишуков      | Родион Трусов              |
| 2 | Елизавета Пурис  | «Skyfall» (Пол Эпуорт / Адель)                        | Анна Заец          | Милана и Виолетта Вольские |
| 3 | Анастасия Титова | «Ave Maria» (Джулио Каччини)                          | Виктория Оганнисян | Владлена Котова            |
| 4 | Арина Петрова    | «Ночка луговая» (Геннадий Дехтяров / Антон Пришелец)  | Дарья Лебедева     | Ольга Сараканиди           |
| 5 | Рагда Ханиева    | «Feeling Good» (Лесли Брикасс / Энтони Ньюли)         | Ираклий Инцкирвели | Арина Данилова             |

#### Песня на вылет
| № | Участник         | Песня                                                          | Результат       |
| - | ---------------- | -------------------------------------------------------------- | --------------- |
| 1 | Давид Саникидзе  | «Лучший город Земли» (Арно Бабаджанян / Леонид Дербенёв)       | Покинул проект  |
| 2 | Елизавета Пурис  | «Mamma Knows Best» (Джессика Корниш / Аштон Томас)             | Покинула проект |
| 3 | Анастасия Титова | «Moon River» (Генри Манчини / Джонни Мерсер)                   | Прошла в финал  |
| 4 | Арина Петрова    | «Птица» (Александр Шульгин)                                    | Покинула проект |
| 5 | Рагда Ханиева    | «And I Am Telling You I’m Not Going» (Генри Кригер / Том Айен) | Прошла в финал  |

### Выпуск № 8: «Поединки» и «Песня на вылет». Команда Максима Фадеева[26]
Выпуск вышел в эфир 18 апреля 2014 года.

#### Поединки
| № | Победитель      | Песня                                                                                             | Проигравшие         | Проигравшие          |
| - | --------------- | ------------------------------------------------------------------------------------------------- | ------------------- | -------------------- |
| 1 | Анна Егорова    | «Потанцуем, Джек» (Перси Мэйфилд / Максим Фадеев)                                                 | Шухрат Турдыходжаев | Дарина Иванова       |
| 2 | Алиса Кожикина  | «Боль» (Кристина Агилера / Линда Перри / Марк Ронсон / Максим Фадеев)                             | Мария Свердюкова    | Виктория Соломахина  |
| 3 | Ивайло Филиппов | «I Wish» (Стиви Уандер)                                                                           | Ирина Морозова      | Софья Голубева       |
| 4 | Грант Меликян   | «Высоко» (Максим Фадеев / Ирина Секачёва)                                                         | Маргарита Волкова   | Екатерина Косолапова |
| 5 | Диана Хитарова  | «Wrecking Ball» (Саша Скарбек / Стефан Моккио / Лукаш Готвальд / Морин Макдональд / Генри Уолтер) | Ксения Чудакова     | Софья Фисенко        |

#### Песня на вылет
| № | Участник        | Песня                                                            | Результат       |
| - | --------------- | ---------------------------------------------------------------- | --------------- |
| 1 | Aнна Егорова    | «Улыбайся» (Леонид Терещенко / Екатерина Иванчикова)             | Покинула проект |
| 2 | Aлиса Кожикина  | «Sunny» (Бобби Хебб)                                             | Прошла в финал  |
| 3 | Ивайло Филиппов | «It’s a Man’s Man’s Man’s World» (Дж. Браун / Бетти Джин Ньюсом) | Прошёл в финал  |
| 4 | Грант Меликян   | «Torna a Surriento» (Эрнесто де Куртис / Джамбаттиста де Куртис) | Покинул проект  |
| 5 | Диана Хитарова  | «Reflection» (Мэтью Уайлдер / Дэвид Зиппел)                      | Покинула проект |

## Финал и Суперфинал

### Выпуск № 9: «Финал» и «Суперфинал»
Выпуск проходил 25 апреля в прямом эфире.

#### Финал
| — Участник прошёл в финал |
| — Участник покинул проект |

| Наставник     | № | Участник         | Песня                                                      | Голоса зрителей | Итог                |
| ------------- | - | ---------------- | ---------------------------------------------------------- | --------------- | ------------------- |
| Дима Билан    | 1 | Лев Аксельрод    | «Замок из дождя» (Владимир Пресняков / Карен Кавалерян)    | 60,8 %          | Прошёл в суперфинал |
| Дима Билан    | 2 | Кристиан Костов  | «Знаешь» (Рожден Ануси)                                    | 39,2 %          | Выбыл               |
| Пелагея       | 3 | Анастасия Титова | «Лебединая верность» (Евгений Мартынов / Андрей Дементьев) | 48,4 %          | Выбыла              |
| Пелагея       | 4 | Рагда Ханиева    | «Путь» (Сергей Саватеев)                                   | 51,6 %          | Прошла в суперфинал |
| Макcим Фадеев | 5 | Алиса Кожикина   | «Simply the Best» (Майк Чепмен / Холли Найт)               | 85 %            | Прошла в суперфинал |
| Макcим Фадеев | 6 | Ивайло Филиппов  | «Blue Suede Shoes» (Карл Перкинс)                          | 15 %            | Выбыл               |

| № | Исполнитель                                     | Песня                                              |
| - | ----------------------------------------------- | -------------------------------------------------- |
| 1 | Суперфиналисты сезона                           | «Black or White» (Майкл Джексон / Билл Боттрелл)   |
| 2 | Дима Билан, Лев Аксельрод и Кристиан Костов     | «На берегу неба» (Михаил Мшенский / Роман Бокарев) |
| 3 | Пелагея, Анастасия Титова и Рагда Ханиева       | «Конь» (Игорь Матвиенко / Александр Шаганов)       |
| 4 | Максим Фадеев, Алиса Кожикина и Ивайло Филиппов | «Twist and Shout» (Фил Медли / Берт Расселл)       |

#### Суперфинал
| Наставник     | № | Участник       | Песня                                                                             | Голоса зрителей | Итог         |
| ------------- | - | -------------- | --------------------------------------------------------------------------------- | --------------- | ------------ |
| Дима Билан    | 1 | Лев Аксельрод  | «The Show Must Go On» (Брайан Мэй / Фредди Меркьюри / Роджер Тейлор / Джон Дикон) | 17,1 %          | Третье место |
| Пелагея       | 2 | Рагда Ханиева  | «Friends Will Be Friends» (Фредди Меркьюри / Джон Дикон)                          | 24,7 %          | Второе место |
| Максим Фадеев | 3 | Алиса Кожикина | «My All» (Уолтер Афанасьефф / Мэрайя Кэри)                                        | 58,2 %          | Победитель   |